# Ontario Highway 61
Der King’s Highway 61 (ON 61) befindet sich in der kanadischen Provinz Ontario, er hat eine Länge von 61 km. Die Strecke beginnt im Südwesten der Provinz an der Grenze zwischen Kanada und den Vereinigten Staaten am Pigeon River und endet in Thunder Bay. Die Route ist als Hauptroute (Core Route) Bestandteil des National Highway Systems.

## Verlauf

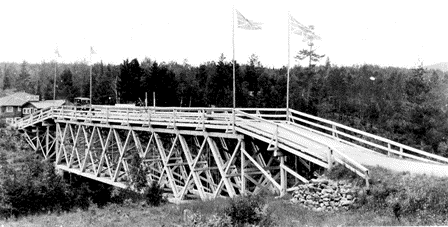
The Outlaw

Der Highway beginnt am Pigeon River an der Grenze zu den Vereinigten Staaten. Nach Süden hin führt die Strecke als Minnesota State Highway 61 nach Duluth. Die Brücke über den Pigeon River hat historische Bedeutung. Sie wurde einst illegal errichtet, das heißt ohne entsprechende behördliche Genehmigung und war daher unter dem Namen The Outlaw bekannt. Die originale Brücke wurde dann 1934 durch einen Neubau ersetzt, der wiederum nur 30 Jahre bestand; 1964 wurde die jetzige Brücke gebaut. Die Strecke führt durch zahlreiche Wälder parallel zum Ufer des Oberen Sees und stellt damit die direkte Verbindung von Thunder Bay zu den Vereinigten Staaten dar. Südlich von Thunder Bay wird der Kaministiquia River überquert, nördlich vom Fluss befindet sich der Thunder Bay Airport, der durch Highway 61 erschlossen wird. Die Route endet am Trans-Canada Highway westlich von Thunder Bay.